# 山本誠 (画家)
山本 誠（やまもと まこと、男性、1973年 - ）は日本の画家である。

## 来歴
岡山県出身、武蔵野美術大学油絵学科卒業。2013年に、「4月3日の記憶」で第1回ホキ美術館大賞を受賞した。